# Pasajul Ciurel
Pasajul Ciurel este un pasaj suprateran din București, ce urmează să unească Splaiul Independenței cu Străpungerea Splaiul Independenței—Ciurel—Autostrada A1. Străpungerea a fost planificată pentru a ușura circulația pe Bulevardul Iuliu Maniu și celelalte artere de intrare în oraș din cartierul Militari.
Proiectul a cunoscut încă de la început dificultăți, autorizația de construire fiind contestată în instanță și anulată de mai multe ori, însă lucrările au demarat în cele din urmă în 2014.
Pasajul este format dintr-un pod hobanat și o porțiune clasică, pe piloni și are rampe de ieșire pe Șoseaua Virtuții și Splaiul Independenței.

## Date tehnice
- Lungime totală – aproximativ 1 kilometru
- Lungime pod hobanat – circa 235 de metri
- Înălțime pilon central – 68,2 metri
- Număr de structuri – 12 pasaje rutiere și un pod hobanat
- Număr de hobane – 24 perechi de hobane

Pentru realizarea proiectului au fost folosite:
- 66.000 metri cubi de pământ pentru terasamente
- 20.000 metri cubi de balast stabilizat
- 11.000 tone de asfalt
- 40.000 metri cubi de beton
- 5.150 tone tablier și armătură metalică
- 310 tone oțel pentru hobane
- 13 kilometri de bordură
- 7,5 kilometri de parapete

## Legături externe
- Cioara vopsită de pe Podul Ciurel (VIDEO)